# 버마비단뱀
버마비단뱀(Burmese python)은 비단뱀과에 딸린 뱀으로, 동남아시아 아열대 지방에 서식한다. 세계에서 크기로 다섯 손가락 안에 꼽힌다. 2009년까지는 인도비단뱀의 아종으로 취급되었으나 현재는 별개의 종으로 분류되고 있다.